# Frugården
Frugården är en herrgård och tidigare säteri i Vänersnäs socken i Vänersborgs kommun.
Frugården har ägts av bland annat riksrådet friherre Ture Nilsson Bielke och hans son fältmarskalken greve Nils Bielke. I början av 1800-talet tillhörde den Göta kanals upphovsman, Baltzar von Platen. Frugårdens egendom ägs sedan 1902 av familjen Waern och är ett av de största godsen i Västergötland söder om Vänern.

## Historik
Frugården nämns för första gången i ett pergamentbrev från den 29 maj 1554 då Abraham Eriksson Leijonhufvud d.ä. byter gården med sin svåger Svante Sture den yngre. Grunden till den nuvarande huvudbyggnaden lades 1763 av överjägmästare Georg Zelow. Byggnaden blev klar 1767, tre år efter Zelows död. Hans änka Anna Margareta Posse af Säby sålde 1782 egendomen till krigsrådet James Maule, som sedan sålde den till överstelöjtnant Baltzar von Platen och överste Erik Stjernsparre 1798. Baltzar von Platens köp inledde en betydelsefull tid för Frugården och honom själv. Det var under hans första tid här, som planerna på Göta kanal tog fastare form.
År 1902 köptes Frugården av Henry Waern, som 1925 överlät herrgården till sin son, agronomen C. Fr. Waern. Hans son Fredrik Waern övertog ägandet 1982.